# Дрозди (Синельниківський район)
Дрозди (до 2016  Кіровка) — село в Україні, у Синельниківському район Дніпропетровської області. Входить до складу Покровської селищної громади. Населення становить 94 осіб. Колишній орган місцевого самоврядування — Катеринівська сільська рада.

## Географія
Село Дрозди знаходиться за 2,5 км від лівого берега річки Вовча, на відстані 0,5 км від села Зарічне. Місцевість навколо села заболочена.

## Історія
1820 — дата заснування.
Постало в першій частині ХХ століття з одного з трьох Луначарських хуторів, було перейменоване на честь діяча комуністичної партії С. М. Кірова.
12 червня 2020 року, відповідно до розпорядження Кабінету Міністрів України № 709-р від «Про визначення адміністративних центрів та затвердження територій територіальних громад Дніпропетровської області», увійшло до складу Покровської селищної громади.
19 липня 2020 року, в результаті адміністративно-територіальної реформи і ліквідації Покровського району, село увійшло до складу новоутвореного Синельниківського району.